# Bourg de Muyu (Shennongjia)
Le bourg de Muyu (chinois simplifié : 木鱼镇 ; chinois traditionnel : 木魚鎮 ; pinyin : mùyú zhèn), également appelé Muyuping (木鱼坪 / 木魚坪, Mùyú píng) est un bourg-canton, situé dans le district forestier de Shennongjia.
C'est à une dizaine de kilomètres au nord de son centre urbain qu'est la principale porte d'entrée à la réserve naturelle de Shennongjia,, une réserve de biosphère.

## Géographie
Le centre urbain longe la rivière Linhe (临河). Il s'agit du principal centre de population du sud du district forestier.

## Transports
L'aéroport de Shennongjia-Hongping est situé au Nord de la réserve de biosphère, à une vingtaine de kilomètres à vol d'oiseau du centre urbain. Le village se situe à proximité de l'autoroute 209 (en). La ville est également reliée par minibus à Yichang et au port de Maoping.